# 巴博德斯蘭滕嶺
巴博德斯蘭滕嶺（英語：Babordsranten Ridge）是南極洲的山嶺，位於毛德皇后地的瑪塔公主海岸，處於斯坦嫩峰以南2公里，屬於阿爾曼山脊的一部分，挪威製圖師根據探險隊的測量和空中照片繪入地圖，現時由南極條約體系管理。

## 外部連結
- . . United States Geological Survey.   [2011-05-16].

72°17′S 3°26′W / 72.283°S 3.433°W